# Garegnano
Garegnano (Garegnan in dialetto milanese, AFI: [ɡareˈɲɑ̃ː], detta anche Garegnano Marcido) è un quartiere  di Milano situato a nord-ovest della città, appartenente al Municipio 8 e al NIL n. 72 "Maggiore - Musocco - Certosa". 

## Storia
Garegnano venne nominata per la prima volta nel 1346. Nel 1349 fu fondata la Certosa, posta alcune centinaia di metri ad ovest del borgo, e che divenne ben presto l'ente proprietario del comune.
Nell'ambito della suddivisione del territorio milanese in pievi, Garegnano apparteneva alla Pieve di Trenno, e confinava a nord con Musocco, ad est con Villapizzone, a sud con Boldinasco, e ad ovest con Trenno. Nel 1771 contava 616 anime.
In età napoleonica, dal 1809 al 1816, Garegnano Marcido fu annessa a Milano, recuperando l'autonomia con la costituzione del Regno Lombardo-Veneto.
All'unità d'Italia il luogo contava 614 abitanti. Nel 1869 Garegnano fu aggregata a Musocco, comune a sua volta annesso a Milano nel 1923.
Attualmente il territorio di Garegnano è compreso nell'estesa periferia milanese: l'area è stata trasformata dalla costruzione del Cimitero di Musocco nel 1895, raggiunto dall'ampio viale Certosa, e dall'Autostrada dei Laghi, che lambisce la Certosa.